# جرح طعني
جرح الطعن هو شكل محدد من اختراق الكدمة للجلد الذي ينتج عن سكين أو شيء مشابه  .يُعتقد أن جروح الطعن عادة تكون ناجمة فقط عند استخدام السكاكين، ولكن يمكن أن تحدث أيضاً عند استخدام قطع الجليد المدببة، الأقلام، والزجاجات المكسورة، وحتى شماعات المعطف. وتحدث معظم حالات الطعن بسبب العنف المتعمد أو عن طريق الإيذاء الذاتي. يعتمد العلاج على العديد من المتغيرات المختلفة مثل موقع الإصابة في الجسم  وشدة الإصابة. على الرغم من أن جروح  الطعن \ تحدث بمعدل أكبر بكثير من إصابات النار بالمسدس، فهي تمثل أقل من 10٪ من جميع الوفيات الصادمة الاختراق.[بحاجة لمصدر]

## العلاج
```
من الممكن أن  تُسبب جروح الطعن إصابات داخلية وخارجية مختلفة. عادة ما تنجم جروح الطعن عن الأسلحة منخفضة السرعة، وهذا يعني أن الإصابات التي لحقت شخص ما تقتصر عادة على المسار الذي استغرقه داخلياً، بدلاً من التسبب في الأضرار التي من الممكن أن تلحق الأنسجة المحيطة بها، وهو أمر شائع عن جروح الطلق الناري. 
البطن
 هي المنطقة الأكثر إصابة من جروح الطعن. التدخلات الطبية التي قد تكون مطلوبة المعتمدة على شدة الإصابة تشمل 
مجرى الهواء،
 
والعلاج عن طريق الوريد
، والسيطرة على 
النزف
.
[
6
]
 قد يكون طول وحجم 
شفرة
 السكين، وكذلك المسار الذي اتبعته مًهماً في إدارة التخطيط حيث أنه يمكن أن يكون مؤشراً على الهياكل  والأنسجة الداخلية التي تعرضت للتلف. وهناك أيضاً اعتبارات خاصة ينبغي أن تدخل حيز التنفيذ نظراً لطبيعة الإصابات، هناك احتمال أكبر أن الأشخاص الذين يعانون من هذه الإصابات قد يكونوا تحت تأثير المواد غير المشروعة التي يمكن أن تجعل من الصعب الحصول على تاريخ طبي كامل.
[
7
]
 وينبغي أيضا اتخاذ الإحتياطات الخاصة لمنع وقوع مزيد من الإصابات من الجاني إلى الضحية في 
المستشفيات
.
[
8
]
 ولعلاج الصدمة، فمن المهم الحفاظ على الضغط الانقباضي فوق 90mmHg، والحفاظ على درجة حرارة الجسم الأساسية للشخص، والنقل الفوري إلى مركز الصدمة في الحالات الشديدة.
[
9
]
[
10
]
```

لتحديد ما إذا كان النزيف الداخلي موجوداً يُمكن استخدام  تشخيص مُركز مع التصوير بالموجات فوق الصوتية (FAST) أو غسل البريتون التشخيصي (DPL). وهناك الاختبارات التشخيصية الأخرى مثل مسح التصوير المقطعي أو دراسات التباين المختلفة يمكن استخدامها لتصنيف حدة ومكان الإصابة بدقة أكثر. استكشاف الجرح المحلي له أيضا تقنية أخرى التي يمكن استخدامها لتحديد مدى اختراق الأداة. ويمكن استخدام الملاحظة بدلاً من الجراحة لأنها يمكن أن تحل محل العملية الجراحية التي لا لزوم لها، مما يجعلها من طرق العلاج المفضلة لاختراق الصدمة الثانوية لجرح الطعنة عندما لا يكون هناك نقص في حجم الدم أو صدمة. الدراسات التشخيصية المخبرية مثل هيماتوكريت، يمكن أن تساعد عدد خلايا الدم البيضاء والاختبارات الكيميائية مثل اختبارات وظائف الكبد أيضاً على تحديد كفاءة وفعالية الرعاية الصحية.

### الجراحة
قد تكون هناك حاجة إلى التدخل الجراحي ولكن ذلك يعتمد على أجهزة الأعضاء التي تأثرت بالجرح ومدى الضرر. من المهم لمقدمي الرعاية التحقق بدقة من موقع الجرح حيث أن تهتك الشريان غالباً ما يؤدي إلى مضاعفات تأخير تؤدي في بعض الأحيان إلى الموت. ليس هناك فائدة معروفة من الجراحة لتصحيح أي إصابات واضحة، في الحالات التي لا يوجد فيها أي شك في نزيف أو عدوى. يتتبع عادة الجراح مسار السلاح لتحديد الهياكل التشريحية التي تضررت وإصلاح أي ضرر يراه ضرورياً. التعبئة الجراحية من الجروح هي عموماً ليست تقنية مفضلة للسيطرة على النزيف لأنه من الممكن أن تكون أقل فائدة من التحديد والتثبيت المباشر للأعضاء التي تأثرت. في الحالات الشديدة عندما لا يمكنالحفاظ على التوازن يمكن استخدام جراحة التحكم في الأضرار.

## علم الأوبئة

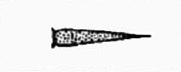
مقبض مارك الأيسر من سكين

جروح الطعن هي واحدة من أكثر أشكال الرضوض الداخلية انتشاراً على الصعيد العالمي، ولكنها تُمثل وفيات أقل مقارنة بالإصابات الحادة بسبب تأثيرها الأكثر تركيزاً على الشخص. ويمكن أن تنتج إصابات الطعنات عن إصابة الذات وإصابات الأظافر غير المقصودة وإصابات اللدغة، إلا أن معظم الإصابات الناجمة عن الطعن ناتجة عن عنف متعمد، لأن الأسلحة المستخدمة لإحداث مثل هذه الجروح متاحة بسهولة بالمقارنة مع البنادق. يعُد الطعن قضية شائعة نسبياً في جرائم القتل في كندا والولايات المتحدة الأمريكية. وعادة ما يكون الموت من جروح الطعنة بسبب فشل الجهاز أو فقدان الدم. فهي تُعادل ما يقارب من 2٪ من حالات الانتحار.
في كندا، جرائم القتل بسبب الطعن والطلق الناري تحدث نسبيا بالتساوي (1,008إلى 980 من السنوات 2005 إلى 2009 إلى 2009). في الولايات المتحدة الأسلحة هي أكثر شيوعا في جرائم القتل (9,484 مقابل 1,897طعن أو قطع في عام 2008).
جروح الطعن تحدث أربع مرات أكثر من الطلقات  النارية في المملكة المتحدة، ولكن معدل الوفيات المرتبطة ب الطعن تتراوح من 0-4 أي انه 85% من الإصابات من جروح الطعن تؤثر فقط على الأنسجة تحت الجلد. ومعظم الاعتداءات ب الطعن تحدث للرجال والأشخاص من أقليات عرقية.
| Canada                           | 201  | 0.59  | 37%  | 2011    |
| United States of America         | 1589 | 0.51  | 11%  | 2012    |
| Scotland                         | 26   | 0.49  | 58%  | 2012/13 |
| New Zealand                      | 20   | 0.45  | 2013 |         |
| Australia                        | 94   | 0.43  | 2009 |         |
| England & Wales                  | 193  | 0.34  | 39%  | 2012    |
| South Sudan                      | 15   | 0.14  | 1%   | 2012    |
| Egypt                            | 514  | 0.65  | 19%  | 2011    |
| South Africa                     | 6840 | 13.8  | 37%  | 2007    |
| Bahamas                          | 22   | 5.9   | 17%  | 2011    |
| Dominican Republic               | 567  | 5.53  | 25%  | 2012    |
| Grenada                          | 10   | 9.44  | 71%  | 2012    |
| Jamaica                          | 215  | 7.81  | 19%  | 2011    |
| Saint Vincent and the Grenadines | 11   | 10.08 | 44%  | 2010    |
| Trinidad and Tobago              | 56   | 4.22  | 16%  | 2011    |
| Belize                           | 41   | 12.94 | 33%  | 2011    |
| Costa Rica                       | 77   | 1.62  | 19%  | 2012    |
| El Salvador                      | 545  | 8.65  | 21%  | 2012    |
| Honduras                         | 717  | 9.04  | 10%  | 2011    |
| Nicaragua                        | 377  | 6.48  | 48%  | 2010    |
| Panama                           | 111  | 2.92  | 17%  | 2012    |
| Chile                            | 204  | 1.18  | 32%  | 2011    |
| Colombia                         | 2054 | 4.31  | 14%  | 2011    |
| Guyana                           | 59   | 7.38  | 45%  | 2011    |
| Uruguay                          | 68   | 2.01  | 34%  | 2011    |
| China                            | 3487 | 0.26  | 26%  | 2010    |
| Mongolia                         | 93   | 3.4   | 35%  | 2011    |
| Armenia                          | 14   | 0.47  | 26%  | 2011    |
| Azerbaijan                       | 33   | 0.36  | 17%  | 2010    |
| Cyprus                           | 6    | 0.52  | 26%  | 2012    |
| Bulgaria                         | 49   | 0.67  | 35%  | 2012    |
| Czech Republic                   | 40   | 0.38  | 47%  | 2011    |
| Hungary                          | 48   | 0.47  | 36%  | 2012    |
| Finland                          | 31   | 0.56  | 35%  | 2012    |
| Iceland                          | 1    | 0.30  | 100% | 2012    |
| Albania                          | 30   | 0.95  | 19%  | 2011    |
| Andorra                          | 1    | 1.3   | 100% | 2010    |
| Bosnia and Herzegovina           | 4    | 0.10  | 8%   | 2010    |
| Croatia                          | 19   | 0.44  | 37%  | 2012    |
| Italy                            | 159  | 0.27  | 27%  | 2009    |
| Malta                            | 3    | 0.70  | 25%  | 2012    |
| Montenegro                       | 2    | 0.38  | 14%  | 2011    |
| Serbia                           | 19   | 0.20  | 17%  | 2012    |
| Slovenia                         | 6    | 0.30  | 43%  | 2012    |
| Spain                            | 142  | 0.31  | 39%  | 2012    |
| Macedonia                        | 2    | 0.10  | 7%   | 2011    |
| Austria                          | 27   | 0.30  | 39%  | 2011    |
| Luxembourg                       | 2    | 0.40  | 50%  | 2011    |
| Switzerland                      | 13   | 0.17  | 28%  | 2011    |

## تاريخ العناية بجروح الطعن
بعض المبادئ الأولية للعناية بالجروح تأتي منأبقراط الذين روجوا لإبقاء الجروح جافة باستثناء ري الجرح.غي دي شولياك  كان اختصاصه أن يعزز إزالة الأجسام الغريبة، وترميم الأنسجة المقطوعة بضمها والحفاظ على استمرارية الأنسجة، والحفاظ على مادة الجهاز، والوقاية من المضاعفات. تم تنفيذ أول عملية ناجحة على شخص طعن في القلب في عام 1896 من قبل لودفيغ رين، والتي  تُعتبر الآن أول حالة من جراحة القلب. في أواخر 1800s كان من الصعب علاج طعنات الجروح بسبب سوء نقل الضحايا إلى المرافق الصحية وانخفاض قدرة الجراحين على إصلاح الأجهزة بشكل فعال. ومع ذلك، فإن استكشاف بطني الذي تم تطويره قبل سنوات قليلة، قد وفرت نتائج أفضل للمرضى مما كان ينظر إليه من قبل. بعد إنشائها، تم تشجيع استخدام الاستكشاف البطني للغاية «لجميع جروح الطعن العميقة» التي كان الجراحين يستخدمونها لوقف النزيف النشط، وإصلاح الضرر، وإزالة «الأنسجة المحسوبة». ولما كان ينظر إلى الپابوتومات التي تستفيد منها المرضى، فقد كانت تستخدم في معظم الأشخاص المصابين بجرح طعني في البطن حتى الستينيات عندما تم تشجيع الأطباء على استخدامها أكثر من الملاحظة. تم التركيز خلال الحرب الكورية بشكل أكبر على استخدام الضمادات الضغط وتورنيكيتس للسيطرة على النزيف في البداية.